# Dr. Hyde Park
Dr. Hyde Park (Páirc de hÍde in gaelico) è uno stadio della Gaelic Athletic Association, situato a Roscommon, capoluogo dell'omonima contea facente parte della provincia di Connacht. Aperto e costruito nel 1969, l'impianto ospita le partite delle squadre ci calcio gaelico e hurling della contea ed ha una capienza di circa 25000 posti. Esso prende il nome da Douglas Hyde, primo presidente della Repubblica di Irlanda e originario proprio di Roscommon.
Dr. Hyde Park è costituito da quattro tribune di cui solo una è coperta e si trova nella Athlone Road, strada lungo la quale si trova anche l'ospedale della contea ed è una vera fortezza per i giallo-blu, dal momento che è difficilissimo da espugnare. Nel 1969 prese il posto del vecchio stadio cittadino St. Comans Park.